# Sinezona crossei
Sinezona crossei là một loài ốc biển, là động vật thân mềm chân bụng sống ở biển thuộc họ Scissurellidae.